# Schwärzdorf (Mitwitz)
Schwärzdorf ist ein Gemeindeteil des Marktes Mitwitz im oberfränkischen Landkreis Kronach in Bayern.

## Geographie
Das Dorf liegt etwa drei Kilometer nördlich von Mitwitz an der Landesgrenze zu Thüringen. Im Osten fließt die Föritz, ein linker Zufluss der Steinach, vorbei. Die Föritzau ist ein Naturschutzgebiet. Eine Gemeindeverbindungsstraße verläuft zur Staatsstraße 2208 (0,5 km westlich) bzw. an Anger- und Dickenwustung vorbei und wird jenseits der thüringischen Grenze als Kreisstraße K 8 nach Sichelreuth (3,4 km nordöstlich) fortgeführt. Eine weitere Gemeindeverbindungsstraße führt nach Neundorf zur Kreisstraße KC 14 (1,3 km südöstlich).

## Geschichte
Der Ortsname geht wohl auf den Namen des Gründers „Suerzger“ zurück. Die Erstnennung war 1151, als der Bamberger Bischof Eberhard II. von Otelingen die Grafen von Henneberg im Tausch von Gütern unter anderem in „Suerzegeresdorf“ belehnte. Die nächste Nennung war 1154, als Eberhard II. von Otelingen dem Kloster Michelsberg fünf Mansen schenkte. Der Ort gehörte in der Frühen Neuzeit zum Halsgericht Mitwitz. Im Dreißigjährigen Krieg litten Mitwitz und seine Nachbarorte unter wiederholten Plünderungen und Morden.
Die ersten Wustungen, Siedlungen in der Einöde, im Mitwitz-Rotheuler Wustungsgebiet sind im Bereich des bayerischen Distrikts entlang der heutigen Grenze zu Thüringen im 15. Jahrhundert entstanden. Wirtschaftliche Grundlage der Einödhöfe war anfangs die Landwirtschaft auf einem durch Rodung urbar gemachten Stück Land. Ab dem 18. Jahrhundert ersetzte das Handwerk verstärkt die Landwirtschaft. Der nährstoffarme Sandboden bedingte große Blockfelder als Parzellenformen. Benannt wurden sie oft nach dem Namen der Besitzer.
Gegen Ende des 18. Jahrhunderts gab es in Schwärzdorf 14 Anwesen (4 Güter, 1 Fronsölde, 6 Sölden, 2 Tropfhäuser, 1 Haus) und 1 Schäferei. Das Hochgericht übte das Halsgericht Mitwitz aus. Die Dorf- und Gemeindeherrschaft sowie die Grundherrschaft hatte die Herrschaft Mitwitz inne.
Infolge des Reichsdeputationshauptschlusses kam Schwärzdorf im Jahr 1806 zum Kurfürstentum Bayern. Mit dem Gemeindeedikt wurde Schwärzdorf dem 1808 gebildeten Steuerdistrikt Neundorf zugewiesen. Mit dem Zweiten Gemeindeedikt (1818) entstand die Ruralgemeinde Schwärzdorf, zu der Angerwustung, Bätzenwustung, Bohlswustung, Dickenwustung, Hüttenwustung und Reuterwustung gehörten. Sie war in Verwaltung und Gerichtsbarkeit dem Herrschaftsgericht Mitwitz zugeordnet und in der Finanzverwaltung dem Rentamt Kronach (1919 in Finanzamt Kronach umbenannt). 1849 wurde das Herrschaftsgericht aufgelöst und Schwärzdorf dem Landgericht Kronach zugewiesen. Ab 1862 gehörte Schwärzdorf zum Bezirksamt Kronach (1939 in Landkreis Kronach umbenannt). Die Gerichtsbarkeit blieb beim Landgericht Kronach (1880 in das Amtsgericht Kronach umgewandelt). Die Gemeinde hatte bis in den 1950er Jahren eine Fläche von 3,131 km², die sich danach auf 3,339 km² vergrößerte.
Am 1. Juli 1971 wurde die Gemeinde Schwärzdorf im Zuge der Gebietsreform in Bayern nach Neundorf eingegliedert, das am 1. Januar 1974 nach Mitwitz eingemeindet wurde.

### Baudenkmäler
In der Bayerischen Denkmalliste sind zwei Baudenkmäler aufgeführt:
- Haus Nr. 10: Kleinbauernhaus
- Haus Nr. 19: Gasthaus

Das folgende Haus listete Tilmann Breuer in dem Buch Landkreis Kronach von 1964 mit seiner ursprünglichen Hausnummer als Kunstdenkmal auf.
- Haus Nr. 3 (ursprüngliche Hausnummerierung): Zweigeschossiger Wohnstallbau mit Frackdach, das auf der herabgeschleppten Seite in der Art eines Mansarddaches gebrochen ist. Das Erdgeschoss besteht aus Sandsteinquadern, der Sturz der Wohnungstür ist mit „Ch. Fischer B. H. 1854“ bezeichnet. Das Obergeschoss ist aus Fachwerk, zum Teil verputzt, zum Teil verschiefert.[12] Der Denkmalschutz ist aufgehoben, das Objekt wurde evtl. abgerissen.

### Einwohnerentwicklung
Gemeinde Schwärzdorf
| Jahr | Einwohner | Häuser | Quelle |
| ---- | --------- | ------ | ------ |
| 1840 | 139       |        | [ 13 ] |
| 1852 | 133       |        | [ 13 ] |
| 1855 | 152       |        | [ 13 ] |
| 1861 | 149       |        | [ 14 ] |
| 1867 | 153       |        | [ 15 ] |
| 1871 | 158       | 27     | [ 16 ] |
| 1875 | 162       |        | [ 17 ] |
| 1880 | 173       |        | [ 18 ] |
| 1885 | 160       | 28     | [ 19 ] |
| 1890 | 153       | 29     | [ 20 ] |
| 1895 | 143       |        | [ 13 ] |
| 1900 | 141       | 28     | [ 21 ] |

| Jahr | Einwohner | Häuser | Quelle |
| ---- | --------- | ------ | ------ |
| 1905 | 146       |        | [ 13 ] |
| 1910 | 156       |        | [ 22 ] |
| 1919 | 165       |        | [ 13 ] |
| 1925 | 166       | 28     | [ 23 ] |
| 1933 | 151       |        | [ 13 ] |
| 1939 | 137       |        | [ 13 ] |
| 1946 | 209       |        | [ 13 ] |
| 1950 | 218       | 29     | [ 8 ]  |
| 1952 | 207       |        | [ 13 ] |
| 1961 | 154       | 31     | [ 9 ]  |
| 1970 | 125       |        | [ 24 ] |

Ort Schwärzdorf
| Jahr      | 001813 | 001818 | 001861 | 001871 | 001885 | 001900 | 001925 | 001950 | 001961 | 001970 | 001987 |
| Einwohner | 100    | 111    | 121    | 121    | 124    | 109    | 130    | 180    | 127    | 108    | 109    |
| Häuser    | 23     | 19     |        |        | 22     | 22     | 22     | 23     | 25     |        | 26     |
| Quelle    |        | [ 7 ]  | [ 14 ] | [ 16 ] | [ 19 ] | [ 21 ] | [ 23 ] | [ 8 ]  | [ 9 ]  | [ 24 ] | [ 1 ]  |

## Religion
Der Ort ist seit der Reformation evangelisch-lutherisch geprägt und nach St. Jakob (Mitwitz) gepfarrt. Die katholische Minderheit war zunächst in die Schlosskuratie in Mitwitz gepfarrt.
Die evangelische Bekenntnisschule befand sich ursprünglich in Mitwitz. Seit 1912 war die zuständige evangelische Schule in Neundorf.